# .MP3 (álbum)
.MP3 (estilizado en minúsculas) es el segundo álbum de estudio de la cantante argentina Emilia. Fue lanzado por Sony Music Latin el 3 de noviembre de 2023. Fue precedido por los cuatro sencillos: «Jagger», «No se ve», «Guerrero» y «GTA»—, con un quinto sencillo, «La original», siendo lanzado unas horas antes del álbum—, un sexto sencillo, «Exclusive», siendo lanzada a radios contemporáneas Argentinas—, y un séptimo sencillo, «Jet set», siendo este último lanzado a principios de 2024.

## Composición
Durante varias entrevistas que precedieron al lanzamiento del álbum, Emilia afirmó que su sonido está fuertemente influenciado por la música que escuchó mientras crecía: el pop femenino de los años 90, pero predominantemente de la era de los años 2000. Como tal, ha mencionado a estrellas del pop estadounidense como Beyoncé, Rihanna, Missy Elliot, Gwen Stefani y Pink como algunas de sus mayores inspiraciones, así como a cantantes latinoamericanas como Shakira, Thalía y Paulina Rubio. Entrevistada por NME, Emilia explicó el concepto del álbum:
Cuando era joven, los artistas que me inspiraron siempre fueron mujeres. Era la única música que escuché. La letra me hizo sentir muy, muy poderosa. Pensé: «Quiero hacer algo así con mi música». Bandana era un grupo de chicas muy popular en Argentina cuando yo era niña [a principios de los años 2000]. Realmente amo esa era de la música, creo que es la era dorada de la música y es muy importante para mí hoy. (...) Ahora mismo estoy haciendo música inspirada en los años 2000, pero diferentes géneros de esa época. Intento tejer mi identidad en las canciones, pero manteniéndolas familiares con ese sonido de los 2000. Estoy muy emocionada porque es algo nuevo para mí.
Como parte de la temática del álbum, la nostalgia de los años 2000, el título de cada una de sus pistas está escrito con el sufijo «.mp3», emulando una extensión de archivo. Emilia explicó la intención de esto en una entrevista con la revista Wonderland: 
«Cuando era joven, tenía un reproductor MP3, y recuerdo que todas las canciones terminaban con eso. Pone en contexto cómo somos las personas de esa época. Hay algo significativo sobre esa época. Quiero poner a las personas que escuchan mi música en esa época, porque la música que hago ahora está inspirada en esa época. Hay niños que me escuchan y no saben sobre MP3, y quiero mostrarles que hay más que lo digital. Creo que hay algo icónico en esa época, y MP3 representa algo importante para ello». 

## Lanzamiento y promoción
MP3 fue lanzado el 3 de noviembre de 2023, por Sony Music Latin, para descarga digital y streaming. Visualizadores dirigidos por Julita Conde para «Facts», «Iconic», «Exclusive», «24 hs», «Muñecos», «Ojitos verdes» y «A 1000 km» fueron lanzados simultáneamente con el álbum vía el canal de YouTube de Emilia. La tercera pista del álbum, «Jet set», permaneció oculta hasta que fue lanzada como un sencillo en enero de 2024.
El 9 de octubre de 2023, Emilia publicó un avance del álbum en su cuenta de Instagram. El video muestra a la cantante en una habitación que recuerda a la de una adolescente de los años 2000, con paredes llenas de carteles, alfombras de piel sintética y otros objetos típicos de la época. El 12 de octubre, reveló el título y la portada del álbum. Siguiendo el concepto general del álbum de nostalgia de la década de 2000, la portada muestra una caja de CD con una imagen de la cantante apoyada en un reproductor MP3. El 17 de octubre, Emilia dio a conocer un nuevo sitio web promocionando el nuevo lanzamiento. Siguiendo el concepto del álbum, el sitio web tiene un estilo que recuerda a las redes sociales vintage como Fotolog o Myspace.
El 18 de octubre, Emilia publicó otro avance en su cuenta de Instagram, que muestra a la cantante en la misma habitación que el avance anterior pero revisando estuches de VHS apilados junto a un televisor; cada uno de los estuches presenta el título de uno de las pistas del álbum, y cuando introduce una de las cintas en el televisor, la pantalla revela la fecha de lanzamiento del álbum. Dos días después, reveló la lista de canciones, manteniendo las artistas invitadas del álbum en secreto. El 29 de octubre, reveló que «Jet set» y «La original» serían colaboraciones con las cantantes argentinas Nathy Peluso y Tini, respectivamente.

### Sencillos
«Jagger» fue lanzado como el sencillo principal del álbum el 30 de marzo de 2023 junto con un videoclip acompañante. El videoclip fue dirigido por Facundo Ballve y contiene una estética de los años 2000. La canción alcanzó la posición número 5 en la lista Argentina Hot 100 y la posición número 15 en Uruguay.
«No se ve», una colaboración con la cantante brasileña Ludmilla, fue lanzado como el segundo sencillo del álbum el 3 de mayo de 2023. Un video vertical fue subido vía Instagram Reels el mismo día que la canción, mientras que el videoclip oficial fue subido en YouTube dos días después. La canción alcanzó la posición número 5 en la lista Argentina Hot 100 y el top 5 en Chile, Ecuador y Uruguay. También alcanzó la posición número 158 en la lista Billboard Global Excl. U.S. Fue certificado oro por Pro-Música Brasil, doble platino por PROMUSICAE en España y oro por RIAA en Estados Unidos. Emilia y Ludmilla interpretaron la canción en la primera edición de Mujeres Latinas en la Música de Billboard el 7 de mayo de 2023.
«Guerrero» fue lanzado como el tercer sencillo el 15 de junio de 2023. Unos días antes del lanzamiento de la canción —cercano al Día del Padre en Argentina—, Emilia publicó fotos y mensajes dedicados a su padre, a quien la canción está dedicada. La canción alcanzó la posición número 88 en la lista Argentina Hot 100. El videoclip acompañante, dirigido por Rocío Gastaldi y lanzado simultáneamente con la canción, muestra a la cantante viajando en el tiempo hasta la casa de su infancia para acompañar a su padre en su enfermedad, pero también a ella misma cuando era niña.
«GTA» fue lanzado como el cuarto sencillo el 7 de septiembre de 2023. El videoclip acompañante, dirigido por Ballve y lanzado simultáneamente con la canción, muestra a la cantante alternando entre jugar un videojuego inspirado en Grand Theft Auto y ser una personaje dentro del mismo juego como una bailarina exótica. La canción alcanzó la posición número 2 en la lista Argentina Hot 100 y la posición número 62 en España.
«La original», una colaboración con la cantante argentina Tini, fue lanzada como el quinto sencillo el 2 de noviembre de 2023 junto con un videoclip acompañante dirigido por Ballve.
«Jet set», una colaboración con la cantante argentina Nathy Peluso, fue lanzada como el sexto sencillo el 11 de enero de 2024.

## Lista de canciones
| .MP3  |                                    |                                                    |                      |          |  |
| N.º   | Título                             | Escritor(es)                                       | Productor(es)        | Duración |  |
| 1.    | «Facts»                            | María Emilia Mernes Mauro Ezequiel Lombardo        | Zecca                | 2:10     |  |
| 2.    | «Jagger»                           | Mernes Lombardo Francisco Zecca                    | Zecca                | 2:35     |  |
| 3.    | «Jet set» (junto con Nathy Peluso) | Mernes Natalia Peluso Lombardo                     | Zecca                | 2:25     |  |
| 4.    | «Iconic»                           | Mernes Andrés Torres Mauricio Rengifo              | Rengifo Torres       | 3:01     |  |
| 5.    | «La original» (junto con Tini)     | Mernes Martina Stoessel Lombardo Rengifo Torres    | Rengifo Torres       | 2:20     |  |
| 6.    | «GTA»                              | Mernes Lombardo Rengifo Torres                     | Rengifo Torres Zecca | 2:31     |  |
| 7.    | «Exclusive»                        | Mernes Lombardo                                    | Big One              | 2:00     |  |
| 8.    | «No se ve» (junto con Ludmilla)    | Mernes Ludmilla Oliveira da Silva Lombardo Zecca   | Zecca                | 3:23     |  |
| 9.    | «24 hs»                            | Mernes Lombardo                                    | Zecca                | 2:23     |  |
| 10.   | «Muñecos»                          | Mernes Enzo Ezequiel Sauthier Lombardo             | Zecca                | 2:45     |  |
| 11.   | «Ojitos verdes»                    | Mernes Andrea Elena Mangiamarchi Lombardo Sauthier | Big One              | 2:51     |  |
| 12.   | «A 1000 km»                        | Mernes Lombardo Sauthier                           | Big One              | 3:20     |  |
| 13.   | «Guerrero»                         | Mernes Lombardo Zecca                              | Zecca                | 3:58     |  |
| 35:42 |                                    |                                                    |                      |          |  |

Notas
- Todas las canciones están estilizadas con un guion bajo entre palabras y «.mp3» al final.
- «Jet set» está estilizada como «JET set».
- «Iconic» está estilizada como «IConic».

## Recepción crítica
La revista Rolling Stone en español, en su artículo anual titulado «Los discos que marcaron el año 2023», .MP3 ocupó la posición 42. Mientras que su edición original, el álbum se posicionó en el puesto 49 de «The 50 Best Spanish-Language Albums of 2023» (esp…: «Los 50 mejores discos en español del 2023»).

Por otro lado, en «Los 40 mejores discos de 2023 tanto nacionales como internacionales» de la cadena española Los 40, .MP3 se posicionó en el puesto 28. Escribiendo para el artículo, Adriano Moreno añadió: 
«Parecía fácil coger la electrónica y el hiphop de los 2000 y hacer un disco con una estética tan marcada. Sin embargo, la princesa del pop de Argentina lo ha hecho de una manera sobresaliente. Ha homenajeado a artistas de la época, pero sin perder su esencia ni su disposición por seguir aprendiendo y escalar posiciones dentro de la industria musical».
| Publicación              | Reconocimiento                                                      | Posición | Ref    |
| ------------------------ | ------------------------------------------------------------------- | -------- | ------ |
| Rolling Stone en Español | Los discos que marcaron el año 2023                                 | 42       | [ 47 ] |
| Rolling Stone            | The 50 Best Spanish-Language Albums of 2023                         | 49       | [ 48 ] |
| Los 40                   | Los 40 mejores discos de 2023 tanto nacionales como internacionales | 28       | [ 49 ] |

## Premios y nominaciones
| Ceremonia             | Año  | Categoría                      | Resultado | Ref.   |
| --------------------- | ---- | ------------------------------ | --------- | ------ |
| Premios Carlos Gardel | 2024 | Álbum del año                  | Nominado  | [ 50 ] |
| Premios Carlos Gardel | 2024 | Mejor álbum artista pop urbano | Ganador   | [ 50 ] |
| Premios Grammy Latino | 2024 | Mejor álbum vocal pop          | Nominada  | [ 51 ] |
| LOS40 Music Awards    | 2024 | Mejor álbum latino             | Nominado  | [ 52 ] |
| Premios Juventud      | 2024 | Mejor álbum pop/urbano         | Nominado  | [ 53 ] |
| Video Prisma Awards   | 2024 | Formato largo                  | Ganador   | [ 54 ] |
| Premios Lo Nuestro    | 2025 | Álbum del año – Pop urbano     | Nominado  | [ 55 ] |

## Posicionamiento en listas

### Semanales
| Listas (2023)       | Mejor posición |
| ------------------- | -------------- |
| Argentina (CAPIF)   | 1              |
| España (PROMUSICAE) | 9              |

### Anuales
| Listas (2024)       | Mejor posición |
| ------------------- | -------------- |
| España (PROMUSICAE) | 39             |

## Certificaciones
| País      | Organismo certificador | Certificación | Ventas certificadas | Ref.   |
| --------- | ---------------------- | ------------- | ------------------- | ------ |
| Argentina | CAPIF                  | Platino x 3   | 120.000             | [ 59 ] |
| España    | PROMUSICAE             | Oro           | 20.000              | [ 57 ] |

## Historial de lanzamiento
| País      | Fecha                  | Formato                    | Discográfica     | Ref.   |
| --------- | ---------------------- | -------------------------- | ---------------- | ------ |
| Varios    | 3 de noviembre de 2023 | Descarga digital streaming | Sony Music Latin | [ 60 ] |
| Argentina | 12 de abril de 2024    | CD                         | Sony Music Latin | [ 61 ] |